# Brachyphylla
Brachyphylla é um gênero de morcegos da família Phyllostomidae.

## Espécies
- Brachyphylla cavernarum Gray, 1834
- Brachyphylla nana Miller, 1902